# Youssef Ezzejjari
 (mars 2024).
Youssef Ezzejjari, né le 10 mai 1993 à Santa Coloma de Gramanet en Espagne, est un footballeur hispano-marocain jouant au poste d'attaquant au Madura United FC en prêt du Barito Putera.

## Biographie

### Carrière en club
Youssef Ezzejjari est formé à l'académie du RCD Espanyol. Passé également au Terrassa FC, à l'UE Vilassar de Mar et au SD Oyonesa, il fait ses débuts avec le CE Carroi en Andorre, le 6 décembre 2020 contre l'UESC (défaite, 1-0). Sept jours plus tard, il inscrit son premier but professionnel contre l'AC Escaldes (défaite, 2-1). Le 20 décembre, il inscrit son premier doublé contre le FC Santa Coloma.
Le 26 juin 2021, il signe librement un contrat d'une saison avec le Persik Kediri en Indonésie. Le 27 août, il reçoit sa première titularisation contre Bali United FC (défaite, 1-0). Le 17 septembre, il inscrit un doublé contre le Persatuan Sepakbola (mach nul, 2-2).
Il termine la saison 2021-2022 à la première place du classement des meilleurs buteurs du Championnat d'Indonésie avec 19 buts.

### Carrière internationale
En 2009, il reçoit cinq sélections avec l'équipe du Maroc -17 ans.

## Palmarès
- Meilleur buteur du Championnat d'Indonésie lors de la saison 2021-2022 (19 buts)[6]